# Moore (Mondkrater)
Moore ist ein Einschlagkrater auf der Mondrückseite.
Der Krater liegt im Norden der erdabgewandten Seite, grob nordnordöstlich des größeren Kraters Larmor. In der Nähe finden sich Parsons in östlicher Richtung und Champollion in westlicher Richtung,
Moore hat zwei Nebenkrater:
| Buchstabe | Position            | Durchmesser | Link |
| --------- | ------------------- | ----------- | ---- |
| F         | 37,29° N, 174,97° W | 24 km       |      |
| L         | 36,06° N, 177,01° W | 25 km       |      |

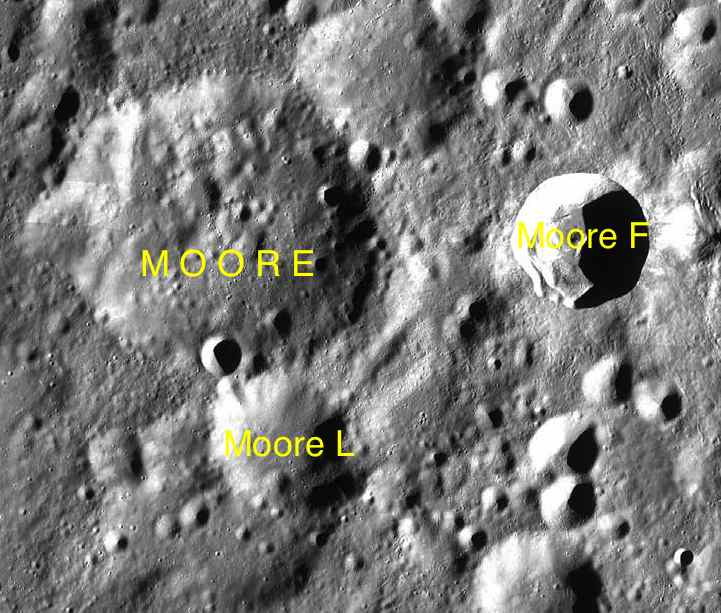
Moore mit seinen Nebenkratern

Der Krater wurde 1970 von der IAU offiziell nach dem US-amerikanischen Astronomen Joseph Haines Moore benannt.

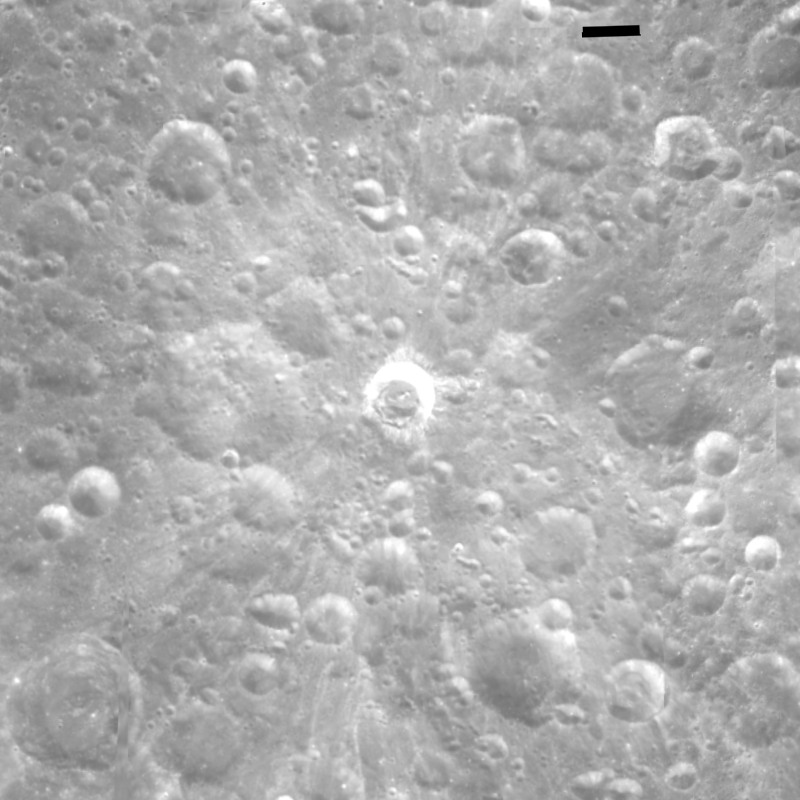
Moore F mit Strahlensystem

## Moore F
Der Nebenkrater F ist ein vergleichsweise junger Krater, sein Alter wird auf 40 Millionen Jahre geschätzt. Das nebenstehende aus Clementine-Aufnahmen zusammengesetzte Bild zeigt ein für junge Krater typisches Strahlensystem.